# Szumen

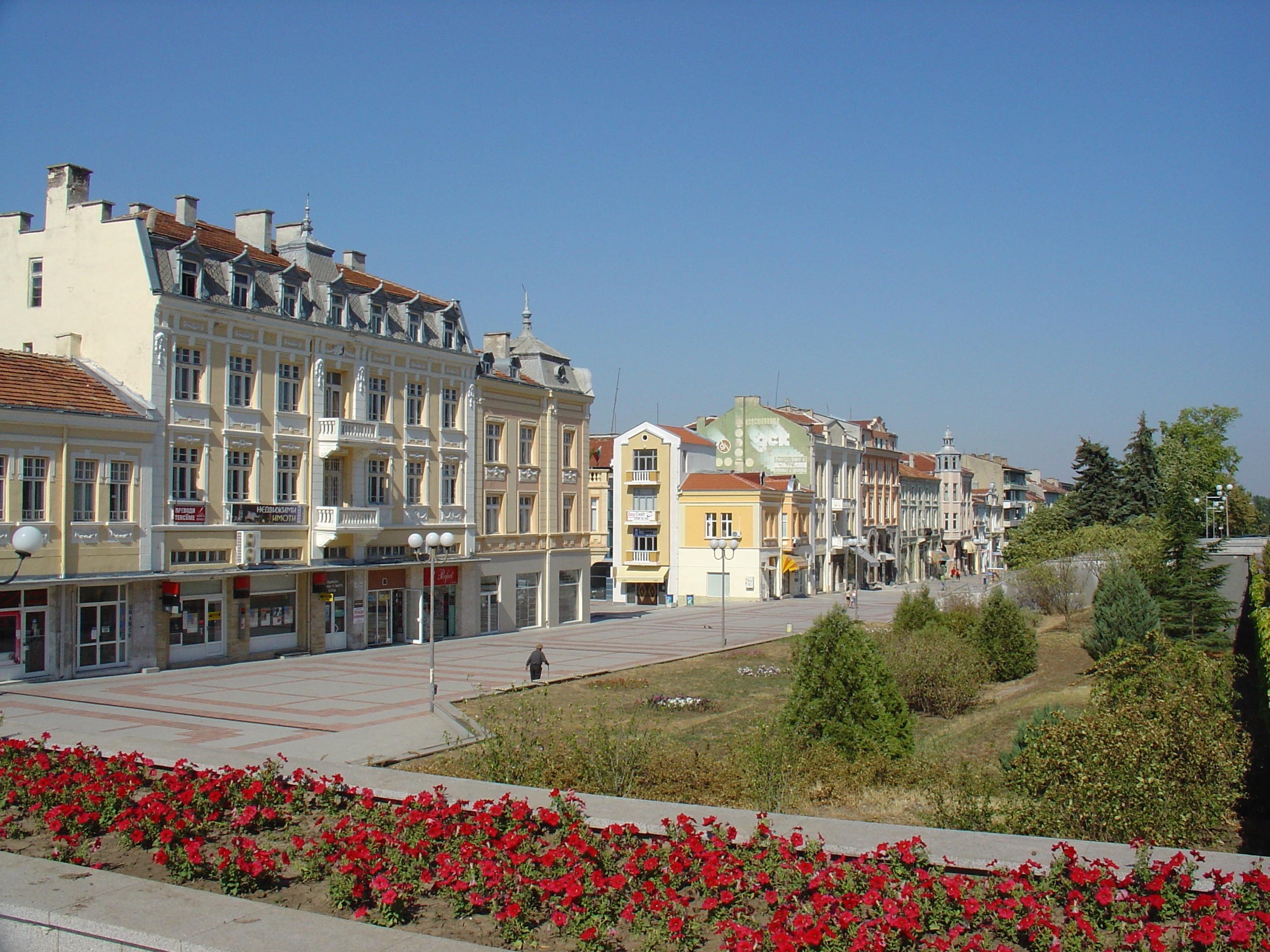

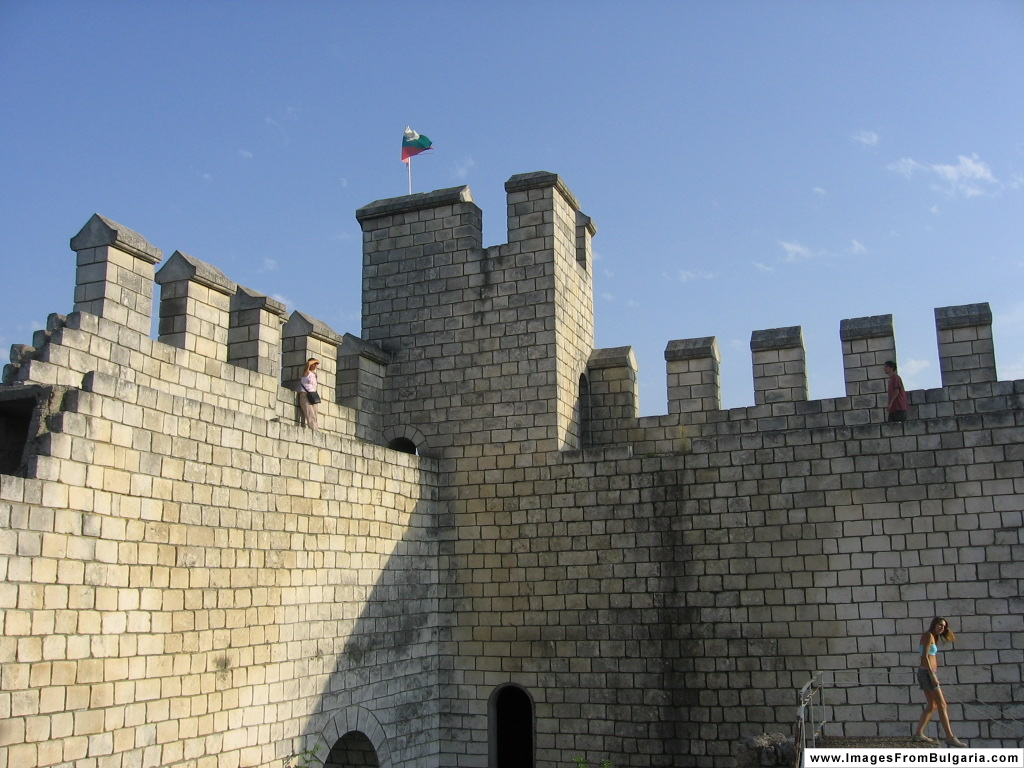

Szumen (bułg. Шумен; 1950–1965 Kołarowgrad) – miasto w północno-wschodniej Bułgarii, założone w X wieku; administracyjny ośrodek obwodu Szumen. Ośrodek regionu rolniczego; przemysł spożywczy (tytoniowy, przetwórstwo owoców i warzyw, młynarstwo, piwowarstwo, olejarstwo), maszynowy, drzewny (wyrób mebli), skórzany; węzeł kolejowy i drogowy; ośrodek turystyczny. Z tego miasta z miejscowego uniwersytetu pochodzi kobiecy kwartet folkowy A Cappella Abagar. Według danych szacunkowych Ujednoliconego Systemu Ewidencji Ludności oraz Usług Administracyjnych dla Ludności, 15 września 2023 roku miejscowość liczyła 81 310 mieszkańców.

## Historia
Miasto powstało na szlaku prowadzącym do Konstantynopola. W 1444 roku król Władysław Warneńczyk zdobył twierdzę szumenską. W XVIII–XIX wieku miasto stało się twierdzą zabezpieczająca Imperium Osmańskie przed atakami ze strony wojsk rosyjskich. W 1849 roku zostały tu internowane polskie i węgierskie oddziały z Lajosem Kossuthem na czele, które po upadku Wiosny Ludów szukały schronienia w Turcji. W 1882 roku powstał tu pierwszy browar w Bułgarii - „Shumensko pivo”.  Miasto było siedzibą powstałego w 1813 roku pierwszego stałego teatru i orkiestry bułgarskiej.
W latach 1950 do 1966 roku Szumen nosił nazwę Kołarowgrad od nazwiska premiera Bułgarii Wasiła Kolarowa, a potem powrócił do starej.
W 2011 roku miasto liczyło 93 649 mieszkańców.

## Polonica
- W 2004 roku w 550 rocznicę bitwy pod Warną i zdobycia twierdzy w Szumenie przed wejściem do jej ruin umieszczono tablicę na której umieszczono napis: „Tu 25 X 1444 roku zjednoczone siły krzyżowców pod wodzą polsko-węgierskiego króla Władysława III Jagiełły-Warneńczyka rozbiły turecki garnizon i przejęły szumeńską twierdzę. Szumen, 2004”[3].
- Aby upamiętnić internowanie 805 Polaków wraz  z Józefem Bemem umieszczono tu tablicę na której umieszczono napis informujący, że mieszkali oni w mieście od listopada 1849 do maja 1851[3].

## Zabytki i obiekty turystyczne w mieście i okolicy
- kompleks architektoniczny Twórcy państwa bułgarskiego
- Cerkiew Trzech Świętych Hierarchów w Szumenie
- Tombuł Dżamija – jeden z niewielu ocalałych w Bułgarii meczetów[5]
- ruiny zniszczonej przez wojska Władysława Warneńczyka twierdzy szumeńskiej[6]
- wieża zegarowa  z połowy XVIII wieku[7]
- w okolicy znajduje się relief naskalny Jeździec z Madary wpisany w 1979 roku na listę światowego dziedzictwa UNESCO
- Pliska – w latach 681–893 stolica i główny ośrodek wojskowy, kulturalny, ekonomiczny i religijny państwa założonego przez Protobułgarów

## Miasta partnerskie
- Adapazarı, Turcja
- Alicante, Hiszpania
- Barnauł, Rosja
- Chersoń, Ukraina
- Debreczyn, Węgry
- Filadelfia, Stany Zjednoczone
- Helsinki, Finlandia
- Kazań, Rosja
- Mâcon, Francja
- Miami, Stany Zjednoczone
- Podolsk, Rosja
- Tulcza, Rumunia
- Zhengzhou, Chińska Republika Ludowa